# Arvid Ehrenmalm
Arvid Ehrenmalm, född 1720, död 17 februari 1745, var en svensk ämbetsman och reseskildrare. Han var son till Lars Johan Ehrenmalm.
Arvid Ehrenmalm blev student vid Kungliga Akademien i Åbo 1735, auskultant i Åbo hovrätt 1737 och extraordinarie kanslist i Justitierevisionsexpeditionen 1739. Han var kusin till Carl Wilhelm Cederhielm som var en av Vetenskapsakademiens grundare och kom tidigt att engageras i akademins arbete. 1740-1743 var han notarie där och 1742 ett år arkivarie. Han företog tillsammans med sin kusin C. W. Cederhielm en resa till Lappland 1741 där de besökte Sollefteå, Resele, Junsele och Åsele och uppgjorde förslag för hur området skulle kunna utnyttjas för uppodling. Reseskildringen författades av Ehrenmalm och trycktes 1743 med rekommendation av Vetenskapsakademin. 1743 blev Ehrenmalm notarie vid borgrätten i Stockholm men omtalas sista åren före sin död som bortrest.